# غوردون ريتشاردز
غوردون ريتشاردز (بالإنجليزية: Gordon Richards)‏ (23 أكتوبر 1933 في المملكة المتحدة - 17 نوفمبر 1993 في المملكة المتحدة) هو لاعب كرة قدم بريطاني في مركز جناح ‏. لعب مع نادي ريكسهام ونادي تشستر سيتي وGKN Sankey F.C. ‏.